# Sisowath Watchayavong

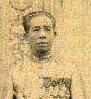
Sisowath Watchayavong

Prins Sisowath Watchayavong (Khmer: ស៊ីសុវត្ថិ វឌ្ឍឆាយាវង្) (Phnom Penh, 13 september 1891 – aldaar, 30 januari 1972) was een Cambodjaans politicus. Hij was van 25 juli 1947 tot 20 februari 1948 premier van Cambodja.

## Biografie
Hij was de kleinzoon van koning Sisowath I (1840-1927) die regeerde van 1904 tot 1927. Hij volgde een universitaire studie in Parijs en trad na zijn terugkeer in staatsdienst. Van 1946 tot 1948 was hij minister van Justitie en van 1947 tot 1948 was hij minister-president. In 1951 werd hij magistraat en van 1967 tot aan zijn dood was hij lid van de Hoge Raad van het Koninkrijk (kroonraad, een soort hogerhuis).